# Ipanema, Adeus
Ipanema, Adeus é um filme brasileiro de 1975, escrito e dirigido por Paulo Roberto Martins.

## Elenco principal[1]
- Hugo Carvana - Carlos
- Monique Lafond - Gilda
- Bibi Vogel - Helena
- Cláudio Cavalcanti - Daniel
- Leda Valle - Catarina
- Ênio Santos -  Moura
- Moacyr Deriquém - Doutor Abril
- Milton Gonçalves - Assaltante
- Nildo Parente - Besteirão
- Maria Lúcia Dahl
- Gracinda Freire
- Michel Espírito Santo
- Joseph Guerreiro